# Данилов, Иван Алексеевич
Ива́н Алексе́евич Дани́лов (4 сентября 1895 года, Петрозаводск — 27 января 1953 года, Москва) — советский партийный и государственный деятель.

## Биография
Родился в семье рабочего Александровского завода. После окончания горного училища при заводе, получил звание учителя народных училищ. По национальности русский.
В 1915 году призван в армию, в 1917 году принят в члены РСДРП(б).
С декабря 1917 года в Петрозаводске — член Олонецкого губернского исполнительного комитета, Карельского Ревкома, секретарь Олонецкого губернского комитета РКП(б).
В августе 1920 года избран ответственным секретарём Карельского областного комитета РКП(б) образованной Карельской трудовой коммуны.
Избирался делегатом XI Всероссийского и II Всесоюзного съезда Советов (январь-февраль 1924 года).
В 1925—1927 годах — нарком внутренних дел Автономной Карельской ССР.
В 1927—1929 годах — председатель Президиума Петрозаводского городского Совета рабочих, крестьянских и красноармейских депутатов.
В 1930—1934 годах — председатель Госплана Автономной Карельской ССР.
В 1935—1937 годах — представитель Автономной Карельской ССР при Совете народных комиссаров СССР в Москве.
В 1937—1938 годах — председатель Петрозаводского городского совета.
В 1939—1944 годах — председатель Госплана Карело-Финской ССР.
В 1945—1953 годах — представитель Карело-Финской ССР при Совете министров СССР в Москве.
Умер 27 января 1953 года в Москве.